# Menarquia
La menarquia és la primera aparició de la menstruació o regla i indica que els ovaris ja s'han desenvolupat prou per a haver pogut produir un cop un òvul. La menstruació es manifesta en forma d'una taca de sang a l'entrada de la vagina, i que pot tacar les calces, en marró o vermell. També, amb l'ovulació, la nena començarà a tenir fluix vaginal, que si no està barrejat amb la regla és blanquinós o transparent i es presenta tot el mes. La menstruació sol aparèixer entre onze i quinze anys, però també pot passar abans o després. Normalment va precedida de la típica estirada dels adolescents, i la nena ja ha de tenir una mica de pits, si bé es desenvoluparà més després, i pèls a la vulva. La menstruació no és cap malaltia i no ha d'impedir de fer cap mena d'activitat, esport, piscina, etc.
Les primeres regles poden ser doloroses o irregulars; és a dir, que no es tenen tots els mesos, que de vegades duren menys dies i d'altres més; però no sempre és així. En tot cas amb el temps els òrgans sexuals acaben de madurar i de funcionar bé naturalment, sense necessitat de cap tractament. Tanmateix, cal ser conscient que, encara que no siguin regulars, el fet de tenir la regla almenys un cop vol dir que es pot tenir un embaràs, i si això no es vol cal pensar a escollir un o més mètodes anticonceptius, des de la primera regla o també una mica abans.
Les primeres regles poden ser de només dos o tres dies, o pot ser que durin més d'una setmana. Pot haver passat només dues o tres setmanes o pot ser que un mes no vingui. Però el més habitual és que siguin regles ja molt semblants a les normals, d'uns cinc dies, dos o tres més forts, amb més sang, i els altres amb molta menys, i que hi hagi aproximadament un mes entre una i altra. És una bona idea apuntar en un calendari cada cop que ve la regla per a conèixer exactament el mateix ritme, ja que encara que en teoria es digui que són 28 dies, la veritat és que cada dona té el seu, que pot ser una mica menor o major. La regla és com un pipí que cau molt a poc a poc i sense avisar, com vessant una tasseta de cafè gota a gota. Quan la quantitat és molt petita es veu marró, i quan ho és encara més llavors és marró clar. Hi ha diversos mètodes per a no espatllar-se la roba, alguns són les compreses, els tampons o les copes vaginals. Les calces cal rentar-les amb aigua freda, ja que la calenta fa que la sang s'hi quedi més enganxada.

## Etimologia
El mot en català «menarquia» és un mot compost que prové dels mots grecs mḗn, mēnós (mes, menstruació) i arkhḗ, que significa principi.

## Descripció
L'edat mitjana de l'aparició de la primera regla als països desenvolupats és al voltant dels 12,6 anys, i el normal és que es trobi entre els 10 i els 16 anys. L'edat d'aparició de la pubertat en general, i conseqüentment de la primera regla, ha anat disminuint amb els segles; per exemple, està documentat que l'edat de la primera regla ha passat dels 18 anys de mitjana als 12-13 actuals. La menarquia abans dels 10 anys es considera precoç, associada a una pubertat precoç, i cal consultar el pediatre. Si més tard dels 16 encara la noia no ha tingut cap regla, llavors es tracta d'una menarquia tardana, que pot estar associada a una pubertat tardana o a altres factors, sovint psicològics o físics, com és el fet d'estar massa prima. En aquest cas també és aconsellable visitar un pediatre. L'anorèxia nerviosa, per exemple, és un problema psicològic que pot comportar problemes de pes i de retard de l'aparició de la regla, o també de la seva desaparició.
La menstruació o regla és un fluix sang inodor que surt per la vagina a conseqüència de la descamació de la paret interna de l'úter o matriu (aquesta paret es diu endometri) quan l'òvul es desprèn. No tot el que s'expulsa amb el fluix menstrual és sang, hi ha una part de fluix i de mucositat que es desprèn de l'endometri.
Al llarg dels dies que dura la menstruació es perden aproximadament uns 35 centímetres cúbics de sang. Això equival aproximadament al 7% del pes corporal de la persona adulta, que té entre 4 i 5 litres de sang. La quantitat de pèrdua ha de ser inferior a 8 compreses o tampons per dia. És aconsellable canviar la protecció cada 3 o 4 hores. Es poden utilitzar tampons des de la primera regla, sempre que es tingui cura de rentar-se les mans. La durada de la menstruació pot variar de 2 a 7 dies.
La freqüència d'aparició de la menstruació, és a dir del cicle menstrual, oscil·la entre 21 i 35 dies, comptant des del primer dia de regla fins al primer dia de regla següent. Durant els primers dos o tres anys aquest cicle pot ser força irregular, tot i que en algunes noies ja està fixat.
Es pot tenir una menstruació dolorosa, anomenada dismenorrea, en què la intensitat i la durada del dolor són molt variables. El dolor és degut als moviments espàstics que fa l'úter per tal d'eliminar la capa interior de mucosa. Igualment hi pot haver inflamació als pits, tant uns dies abans com durant els dies de la menstruació. Aquesta inflamació és deguda a la retenció de líquids i els fa més sensibles. Quan el període de regla s'acaba les molèsties desapareixen totalment.

## Menstruació i salut
L'oportunitat de la menarquia està influïda per factors genètics i ambientals, especialment el nutricional i el psicològic. Per a mantenir el període regular menstrual, el contingut de lípids (greixos) del cos femení ha de ser de 22 o major. Això vol dir que una dona massa prima deixa d'ovular, ja que el seu cos considera que val més emprar la seva energia en tasques prioritàries vitalment. En principi és una aturada reversible, però si la durada de temps d'estar massa prima és prou llarga llavors la dona perd la seva fertilitat per sempre.
De la mateixa manera, és possible que l'aparició de la menstruació es retardi si la noia pateix problemes psicològics greus, o que alguns mesos no tingui la regla si està massa nerviosa o alterada. La salut psicològica també influeix en les regles posteriors i en les possibles molèsties associades, però és menys fàcil que arribin a evitar la menstruació.
Els canvis cíclics hormonals causats pel cicle menstrual poden fer canviar momentàniament gustos i apetències, com ho fan també, per exemple, durant l'embaràs. No és rar que vinguin més de gust alguns tipus d'aliments i que es rebutgin d'altres, però això depèn molt de cada dona. D'altra banda, el tipus d'alimentació pot influir positiva o negativament a la síndrome premenstrual.

## La menarquia com a part de la pubertat
De vegades algunes persones poden pensar que la primera regla és el començament de la pubertat, però el canvi neuro-fisiològic associat a la producció d'estrògens ja s'ha donat abans. Durant els primers un o dos anys de la regla són freqüents els cicles menstruals sense ovulació. Per tant, podem dir que la idea que la primera regla indica el fet d'haver arribat a la maduresa psicològica o de la funció reproductiva no és del tot correcta.
La menarquia forma part d'una sèrie de processos fisiològics i anatòmics en la pubertat enumerats a continuació:
- Presència de suficient massa corporal (típicament 17% de greix corporal PMID: 3117838)
- Desinhibició de la GnRH (generador de polsos en el nucli arcuate del hipotàlem)
- Secreció d'estrogen per l'ovari en resposta de hormonas pituïtàries
- Sobre un interval de prop de 2 a 3 anys, els estrògens estimulen el creixement de l'úter (tant com l'altura, desenvolupament de mames, expansió de la pelvis, i increment regional del teixit adipós)
- Els estrògens estimulen el creixement i vascularització de l'endometri (interior de l'úter)
- Les fluctuacions dels nivells hormonals poden resultar en canvis en l'adequació del subministrament sanguini a parts de l'endometri
- La necrosi d'algun teixit endometrial per aqueixes hormones o per fluctuacions de sang lidera el despreniment de teixit de l'endometri per hemorràgies eixint per la vagina

## Aspectes socioculturals
La vivència de la primera menstruació és diferent en cada noia. Pel simbolisme amb la fractura que es produeix amb la infantesa, pot produir una barreja d'excitació, neguit i por, però cal respectar la seva intimitat i mirar d'afavorir una vivència positiva d'aquest fet. Algunes societats i cultures consideren que la primera menstruació és l'esdeveniment central de la pubertat femenina. Per a aquestes, representa el senyal de la possibilitat de fertilitat, i per exemple a l'edat mitjana volia dir que una nena passava a ser donzella, és a dir verge llesta per al matrimoni. Actualment, en la societat occidental, ha passat a tenir una importància molt més relativitzada i no es considera més que un esdeveniment més, natural i íntim. Els nois també poden demostrar que ja són fèrtils i que els seus òrgans sexuals són prou madurs per a crear gàmetes en la seva primera ejaculació o expulsió de semen, un esdeveniment que es diu espermarca.
Malgrat certes llegendes negres i tradicions especials en algunes cultures antigues, s'ha de recordar que la menarquia, ni la menstruació, no és un fet limitador en cap aspecte, ni per a activitats acadèmiques ni lúdiques ni esportives. Com tampoc ho és en relació amb la higiene i el bany, ben al contrari, la higiene durant aquests dies ha de ser acurada.
Alguns autors consideren que el terme mitjà d'edat de la menarquia ha baixat en l'últim segle. L'edat mitjana de l'aparició de la primera regla en països desenvolupats és al voltant dels 12,6 anys. Als Estats Units i a Mèxic la mitjana d'edat de la primera regla a les nenes és de dotze anys i mig, i a Islàndia és als tretze anys.